# Porsche 550
Porsche 550 (також відомий як Spyder чи RS) — спортивний автомобіль, який вироблявся компанією Porsche в період з 1953-1956 років. Porsche 550 є першою, суто гоночною, моделлю Porsche. Вперше представлений на Паризькому автосалоні у 1953 році. Розроблений німцем Вальтером Глокером (Walter Glöckler) під впливом попередньої моделі Porsche 356.

## Характеристики
550 модель являла собою двомісне авто з відкритим верхом та аеродинамічним кузовом з алюмінієвих панелей, легким шасі у вигляді трубчатої рами. Модель оснащувалась 4-цилідровим двигуном Type 547 об’ємом 1,5. Двигун видавав 100 кінських сил при вазі самого авто у 550 кілограми. Porsche 550 мала дуже низьку посадку: перший німецький автогонщик у Формулі-1 Ханц Герман проїхав на ній під закритим ж/д шлагбаумом під час перегонів Мілле Мил’я.

## Спортивні досягнення
Спортивні досягнення Porsche 550 були на висоті. На довгих дистанціях модель перемагала конкурентів, які мали більше кінських сил. Коли у 1954 році з’явилась модель з 110 кінськими силами, вона зразу перемогла у перегонах Ле-Ман в класі 1.5 та 1.1 літри.  У Нюрбургрингу Porsche 550 шокувала всіх, зайнявши перших чотири місця. Після такого успіху модель почали замовляти і приватні клієнти. 
У наступному році у перегонах Ле-Ман автомобілі посіли загальне 4 місце та перше місце у своєму класі. На Мюльсанській прямій Porsche 550 розвили швидкість 225 км/год. 
У 1956 році була представлена модель 550А RS. Потужність була піднята до 130 кінських сил, задня підвіска була повністю перероблена. 
У 1957 році була представлена модель Porsche 718.

## Копії
Разом з Shelby Cobra та Lotus Seven, Porsche 550  є однією з найпопулярніших копії авто, які сьогодні виробляються:
- Boulder Speedster,
- Chuck Beck Motorsports [Архівовано 25 серпня 2006 у Wayback Machine.],
- Automotive Legends [Архівовано 11 березня 2012 у Wayback Machine.],
- Chamonix do Brasil,
- Thunder Ranch [Архівовано 7 січня 2010 у Wayback Machine.],
- Vintage Spyders [Архівовано 25 лютого 2010 у Wayback Machine.].